# Bataille de la Meloria
Ne doit pas être confondu avec Bataille de Giglio du 3 mai 1241 entre la flotte de l'empereur du Saint-Empire Frédéric II et à une escadre génoise.
Guerre Pisano-Génoise
La bataille navale de la Meloria se déroula le dimanche 6 août 1284, en mer Tyrrhénienne, près de l'îlot de la Meloria, au large de Livourne. Elle opposa les républiques maritimes de Gênes — alors en pleine ascension en mer Méditerranée occidentale — et de Pise —  qui venait de connaître son apogée et amorcera une période de déclin après cette bataille.

## Contexte
Les deux républiques italiennes opposaient des prétentions incompatibles d'influence sur la Corse et la Sardaigne. Elles entrèrent donc en conflit ouvert en 1282, en partie par le changement d'alliance de Giudice di Cinarca au profit de Pise, afin de confirmer leur contrôle de la mer Tyrrhénienne et de ses routes maritimes. La bataille de la Meloria constitue le dernier épisode de ce conflit.
Aucun des affrontements de 1282, 1283 et 1284 n'avait été favorable à Pise. Bien qu'alliée des Catalans et de Venise contre Gênes, et malgré un podestat vénitien, Alberto Morosini, la cité ne reçut d'aide d'aucun des deux.
Les Génois envoyèrent la totalité de leur flotte contre leur ennemi. Quand les Génois apparurent près de la Meloria, les forces pisanes étaient regroupées sur l'Arno, à l'embouchure duquel se trouve le port de la ville Porto Pisano. La flotte de Pise représentait la puissance de cette République, et il s'y trouvait des membres de chaque grande famille et la plupart des grands officiers d'État.

## La bataille

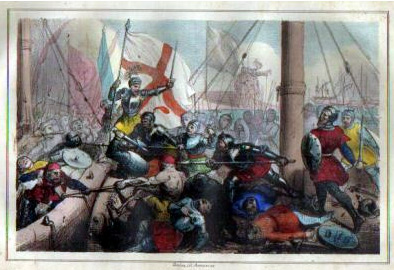
Lithographie de la bataille de la Meloria (1284) par Armanino.

La flotte  génoise était commandée par le fils d'Ansaldo da Mare : Alamono dit Enrico . Afin de faire sortir les adversaires pour engager le combat de manière décisive, il avait rangé sa flotte en deux lignes côte à côte. La première était constituée, selon Agostino Giustiniani, de cinquante-huit galères et huit panfili, une classe de galères légères d'origine orientale et baptisées du nom de la province de Pamphylie. Oberto Doria, amiral génois, s'était posté au centre et en avant de sa ligne. Sur la droite se trouvaient les galères de la famille Spinola, et de quatre des huit « compagnies » en lesquelles Gênes était divisée : Castello, Piazzalunga, Macagnana et San Lorenzo. Sur la gauche se trouvaient les galères des Doria, et les quatre autres compagnies : Porta, Soziglia, Porta Nuova et Il Borgo.
La deuxième ligne de vingt offices, sous le commandement de Benedetto Zaccaria, s'était placée si loin derrière la première que les Pisans ne pouvaient pas voir si elle se composait de navires de guerre ou de petites embarcations de ravitaillement. Elle était pourtant assez proche pour entrer dans l'action et faire pencher la balance en faveur de Gênes une fois la bataille lancée.
Les Pisans, commandés par le podestat Morosini et ses lieutenants, Ugolino della Gherardesca et Andreotto Saracino, sortirent en formation unique. On dit que, tandis que l'archevêque bénissait la flotte, la croix d'argent de sa crosse archiépiscopale tomba, mais que le présage fut négligé avec irrévérence par les Pisans, qui déclarèrent que s'ils avaient le vent avec eux, ils pourrait se passer de l'aide de Dieu.
La flotte pisane s'avança en ligne pour rencontrer parallèlement la première ligne génoise, suivant la tradition médiévale qui consiste à enfoncer la flotte adverse puis à la prendre à l'abordage. La victoire se précisa pour Gênes lorsque l'escadron de Zaccaria se rabattit sur le flanc des Pisans. Leur flotte fut presque anéantie, le podestat fut fait prisonnier et Ugolino s'enfuit avec quelques navires.

## Conséquences
La république de Pise, déjà chassée de Sicile deux ans plus tôt par les Aragonais et en perte d'influence sur les judicats de Sardaigne également à leur profit, perdit alors très vite toute influence sur la Corse au bénéfice des Génois.
Comme Pise se trouva aussi attaquée par Florence et Lucques, la République ne put jamais se remettre du désastre. Deux ans plus tard, Gênes s'empara de Porto Pisano et de son port. Pise perdit alors sa place de puissance navale méditerranéenne majeure, ainsi que de puissance régionale en Toscane, éclipsée et finalement conquise, en 1406, par Florence.
En 1288, Ugolin della Gherardesca fut condamné à mourir de faim, avec plusieurs de ses fils et petits-fils. Cette mort ignoble est retranscrite par Dante au chant XXXIII de l'Enfer, première cantica de la Divine Comédie.